# 정원식
정원식(鄭元植, 1928년 8월 5일 ~ 2020년 4월 12일)은 대한민국의 고위정치인이다. 제23대 국무총리로 재임하였다.
서울대학교 사범대학 교육학과 교수로 활동하다가 노태우 정부에서 1988년 문교부 장관을 지냈고, 1991년 국무총리 서리를 거쳐 국무총리로 임명되었다. 문교부 장관 재직 중 전교조 관련자를 강경하게 대응하였으며, 전교조 관련자 강력처벌의 여파로 후일 국무총리 서리에 임명되었을 때 한국외국어대학교에서 마지막 강의를 하던 중 대학생들로부터 계란과 밀가루, 짱돌 세례를 받았다.

## 생애

### 생애 초반

#### 출생과 수학
정원식은 1928년 8월 5일 일제강점기 황해남도 재령군 서호면 신환포리 95번지에서 태어났다. 그는 모태 신앙인으로, 정원식의 부모는 미국인 선교사들을 만나 일찍부터 기독교 신앙을 받아들였다 한다. 어머니는 독실한 신자였으며 그가 목회자가 되기를 원했으나 그는 교육자의 길을 가게 되었다.
해방 후 1947년 7월 해주동중(海州東中)을 나와 1947년 가을 경성제국대학(서울대학교 전신) 예비과정에 입학했다. 그 뒤 1948년 서울대학교 사범대학 교육학과에 입학했다.

#### 군 복무와 공무원 임용
서울대학교 사범대학 교육학과에 재학 중 그는 교내 서울대 기독교학생회에 가입, 활동을 하였다. 이때 이영덕 등을 만나 사귀게 되었다. 대학 재학 중 1951년 군에 입대, 육군소위로 임관되었으며, 군 복무 중인 1954년 서울대학교 사범대학을 나왔다. 1955년 육군대위로 예편했다.
1956년 공무원에 임용되어 중앙교육연구소 연구원으로 발령받고 1957년 미국으로 유학, 조지 피바디 대학교 교육대학원 심리학과에 입학했다.

### 교육 활동
1958년 미국 조지 피바디 대학교 교육대학원에서 심리학석사학위를 받고 귀국, 1960년 8월 문교부 장관 오천석의 비서관, 문교부 장학관(奬學官)을 거쳐, 1961년 5·16 군사 정변 이후 모교인 서울대학교 사범대학 교육학과 조교수가 되었다. 이후 서울대학교 사범대학 교육학과의 조교수와 부교수로 교편을 잡았다.
1964년 조지 피바디 대학교 교육대학원 박사과정에 진학하여 1966년 조지 피바디 대학교 교육대학원 철학박사 학위를 받았다. 이후 1970년 한국교육학회 교육심리연구회 회장, 1972년 카운슬러협회 회장 등을 지냈다. 1974년부터 서울대학교 사범대학 교육학과 교수로 임용되었고, 1979년 서울대학교 사범대학장이 되었다.

### 사회 활동
1979년부터 조선일보 등에 칼럼을 기고하였고, 그 해 조선일보에 '머리를 써서 살아라'는 제목으로 유대인의 가정교육을 소개하기도 했고 단행본으로 만들어 수 십만권의 베스트셀러 작가가 되기도 했다. 1979년 월간 샘터에서 발행하는 유아잡지 ｢엄마랑 아기랑｣에 '정박사와 의논하세요'라는 컬럼을 맡아 1994년까지 15년동안 한번도 빠지지 않고 상담, 컬럼을 기고하기도 했다.
1983년 서울대학교 사범대학 학장에서 물러난 뒤, 서울대 사범대학의 평교수로 활동하다가 1984년부터 1986년까지 한국교육학회장을 지냈고, 1985년 한국교육개혁심의회 위원으로 초빙되었으며, 사랑의 전화 재단 이사장에도 초빙되었다. 그 해 방송심의위원회 부위원장에도 선출되었다. 1985년부터 1987년까지 교육개혁심의회 교육발전분과위원장을 지냈다. 그 해 한국 도서잡지주간신문 윤리위원회 위원장에도 선임되었다.

### 입각
1988년 2월 노태우 정부에서 한국방송심의위원회 위원장에 선임되었다. 이후 입각설이 나왔다가 12월 5일 문교부 장관으로 발탁되었다. 그가 문교부 장관이 되자 일부 학생운동가들은 군사 정권에 타협하였다며 비난과 시위를 벌였다.
그는 취임사에서
과거의 교육이 외부로부터 오염되고 침해된 경우가 많았다. 앞으로는 이같은 오염으로부터 교육의 본질을 수호하고 정치적 오염이 있으면 과감히 정치적 중립을 선언하겠다.

1988년 12월 문교부 장관 취임사

이후 부패 교사와 촌지 등의 교단 비리를 대대적으로 단속하였다. 그 뒤 그는 교직원 노조 결성 움직임이 보이자, 교원 노조 활동을 단호하게 반대하였다. 부패 교원, 부패 교수 단속 외에 학생 운동에 대해서도 엄한 단속을 벌여나갔다. 학생 운동권 적발과 전교조 해임 등에 반발, 그가 문교부 장관으로 재직 중 부산대학교와 세종대학교에 방문, 강의 중 학생들에게 감금을 당하거나 타고 있던 승용차에 투석과 학생들이 달려들어 차량이 찌그러지는 등의 봉변을 당하기도 했다.

#### 전교조 해임
문교부 장관으로 재직 당시 1989년 5월 28일 전국교직원노동조합이 정부의 반대에도 불구하고 창립되자, 대통령 노태우는 담화를 통해 전교조는 불법 단체임을 선포했다. 문교부 장관인 정원식 역시 전교조를 불법 단체로 규정하고, 인사들에 대한 구속과 해임, 불이익 조치를 취하여 논란이 되었다.
당시 한 인터뷰에서 그는 전교조 교사들이 스스로를 노동자로 전락시켜 교권을 실추했다고 주장했다. 그는 전교조를 인정하지 않는 이유로 원칙을 제시하였다. 그 원칙은 '첫째, 전교조는 불법단체', '둘째, 교사는 공무원이므로 교직원노동조합은 인정할 수 없다'는 것이었다. 그는'충분히 교직원노조가 나올만한 상황이었다'고 보았고 '전교조에 가입한 교사들의 심정도 잘 이해'하고 있다고 말한다. 또한 전교조 가입 교사들을 검거하는 과정에서 폭력이 발생한 것을 ‘주무장관으로서 유감스럽게 생각'한다는 뜻을 밝혔다. 또한 전교조 교사들이 수업시간에 학생들에게 '의식화' 교육을 시킨다고 비판하였다. 이후 문교부 장관 재직 중 인사명령을 통해 전교조 가입자와 주동자에 대한 해임과 파면 조치를 취했다.
그 뒤 일부 언론의 동정 여론으로 전교조 가입 해직교사들에 대한 복직 요청이 있자 그는 전교조 교사들은 '결국 정치세력화했고 정권퇴진투쟁에 나서고 있다'며 '이미 정치세력화한 그들을 다시 교직에 받아들이기는 어렵다'고 단호하게 거절하였다.

#### 문교부장관 퇴임과 총리 서리 임명
1989년 문교부 장관 재직 중 그는 교회 장로로 장립되었다. 1990년 12월 26일 문교부 장관에서 사퇴하고, 사랑의 전화 재단 이사장이 되었으며 덕성여자대학교 겸임교수, 한국외국어대학교 겸임교수 등으로 출강하였다. 1991년 민자당 정책평가위원으로도 선출되었다. 1991년 사랑의 전화 재단 이사장을 사퇴하고 한국외대 교육대학원에서 강사로 출강하였으며 아프리카 대륙 순방 중 1991년 5월 24일 국무총리 서리가 되었다.

#### 계란투척 사건
1991년 6월 3일 정원식 국무총리서리는 취임을 앞두고 한국외국어대에서 마지막 강의를 마치고 나오다가 학생들에게 밀가루·달걀 세례를 받았다. 세종대, 덕성여대, 부산대 등에서 심한 조롱과 야유를 당한 상태이고, 그가 한국외국어대학교를 방문하기 전에 학생들이 테러를 준비 중이라는 소문이 누군가에 의해 새어나가, 시중에 유포되어 있었으나 그는 자신은 정당하다며 수행원이나 가족 동반 없이 홀로 외국어대 강단에 섰다.
강의를 마친 정원식은 분노한 학생들과 마주쳐야 했고, 당시 학생들은 '전교조 선생님과 귀정이를 죽인 살인마'와 '귀정이 살려내라', '전교조 선생님들을 살려내라', '대통령 특사로 외국을 돌아다니며 남한의 유엔 단독가입을 구걸하러 돌아다닌 분단고착화의 원흉'이라는 구호를 외치며 정원식에게 계란과 페인트와 밀가루를 던졌다. 이때 학생들로부터 밀가루와 계란 세례를 받은 뒤 황급히 학교를 빠져나갔다.
이는 그가 문교부 장관으로 있을 때 전교조를 불법화하고 전교조 인사들의 구속과 불이익 조치를 취한 데 대한 학생 운동권의 반발이었다. 정원식 교수가 계란을 맞으니까 '군사부일체' 논리가 터져 나와 사회적으로 큰 파문을 몰고 왔다. 1980년대 중반까지만 해도 군사정권의 영향과 유교적 권위주의, 성리학적인 가치관이 일부 잔존하고 있었기 때문이었다.
정원식 계란 투척 사건이 외신에 보도되면서 국내외에 한국의 학생운동권에 대한 외신 여론이 악화되는 원인이 되었다. 2006년 12월 14일 그에게 밀가루와 계란을 투척했던 당시 한국외국어대 학생들은 명예회복 조치 되었다.

#### 국무총리 시절
학생운동가들의 반발과 야당 인사들의 비난으로 낙마가 예상되었으나 7월 3일 인준이 가결되어 서리에서 정식 총리로 취임하였다.
총리 재직 중 1991년부터 92년 3차례 평양을 다녀온다. 남북고위급회담 한국측 수석대표로 북한 평양시를 방문하여 북한 국가 각주 김일성(金日成)과도 면담했다. 회담의 결과가 남북관계의 모체가 된 남북기본합의서이다. 그 해 국제회의에 참석하여 남북기본합의서 채택에 참여했고, 1992년 10월 7일 총리직을 사퇴했다.
총리 퇴임 직후인 1992년 종합과학심의회 위원장, 그 해 중소기업정책심의회 위원장, 안중근의사 추모 사업추진위원회 고문 등을 지내고 1992년 민주자유당 당무위원에 임명됐다.

### 퇴임 이후
1992년 말 민자당 대통령선거대책위원장에 임명됐다. 민주자유당 대통령 후보인 김영삼(金泳三)이 대통령에 당선되자 그는 1993년 2월 제14대 대통령직 인수위원회 위원장을 맡아 정권 인수를 담당하였고, 1993년 세종연구소 이사장에 선임되었다. 1993년 3월에 방송위원회 위원장에 내정될 것이라는 설이 돌기도 했다. 이후 체육청소년부 산하 재단법인 '청소년 대화의 광장' 재단 이사장, 안중근 의사 숭모회 이사장과 1995년 서울대학교 사범대학 명예교수로 위촉되었다.

### 서울 시장 후보
1995년 4월 28일 6.27 지방 선거를 앞두고 민자당 서울 시장 후보로 확정되어, 이명박과의 경선에서 승리했다. 그러나 다시 조순 후보와 경합을 하였지만 패배하고 말았다. 1997년 대한적십자사 총재에 선출됐다. 그 뒤 한국카운슬러협회회장, 한국교육학회 회장, 파라다이스 복지재단 이사장, 천원 오천석기념회 회장 등을 지냈다.

### 2000년대 이후
이후 서울대학교의 명예교수로 교단에 섰으며, 2002년 2002 오송국제바이오엑스포조직위원회 조직위원에 임명되었다.
2002년 12월에 부산 브니엘학원 전 이사장이 되었으나 파행으로 9개월 만에 낙마하고 말았다.
2010년 6월 유한재단 이사장에 임명되었고, 2010 라다이스상위원회 위원장으로 위촉되었다.
2020년 4월 12일에 신부전증으로 향년 91세로 타계하였다.

## 기타 이력
- 1992년 1월 5일 방한한 부시 대통령 일행 영접

## 학위
- 1954년 서울대학교 사범대학 교육학학사
- 1958년 미국 조지 피바디 대학교 교육대학원 심리학석사
- 1966년 미국 조지피바디대학교 교육대학원 철학박사

## 저서
《인간과 교육》, 《교육환경론》 등은 100만 권이 팔린 베스트셀러이기도 하다.
- 인간과 교육(배영사, 1991)
- 교육환경론
- 대교육심리학
- 생활지도의 원리와 실제
- 교육학개론
- 교육심리학
- 머리를 써서 살아라
- 인간의 동기
- 인간의 성격
- 카운슬링의 이론
- 아버지방법, 어머니기술
- 박사와 의논하세요 등
- 한국교육문제론(교육과학사, 1999)
- 생각하는 아이로 키워라:0~6세 교육, 우리아이 미래를 결정한다(금성출판사, 2006)
- 변혁의 시대에서(기파랑, 2010)
- 세계의 리더를 키운 유대의 자녀교육(샘터, 2007)
- 인간의 인지(교육과학사, 2010)

## 상훈 경력
- 카운슬러협회 상담봉사상
- 1998년 아르헨티나 외교방화장
- 1993년 국민훈장 무궁화장
- 1991년 근정훈장 청조근정훈장
- 1979년 국민훈장 동백장

## 참고 문헌
- 윤형섭, 《한국의 정치문화와 교육 어디로 갈 것인가》 (출판사 오름, 2004)
- 강준만, 《한국현대사산책:1980년대편 3》 (인물과 사상사, 2006)
- 강준만, 《한국현대사산책:1980년대편 4》 (인물과 사상사, 2006)
- 강준만, 《한국현대사산책:1990년대편 1》 (인물과 사상사, 2006)

## 관련 서적
- 신임각료 프로필- 26년간 서울대교수 지낸 원로,중앙,1988.12.5
- 교육이 제자리 찾아야죠-신임 정원식 문교장관에게 듣는다,중앙, 1988.12.5
- 전교조,국회 새 법을 기다려야",한국, 1989.7.23
- 정원식 새총리 누구인가-강온 겸비한'귀큰 교수'출신,전교조 밀어부친 뚝심재상발탁 계기,중앙, 1991.5.24
- 정원식.임학영부부-"모든걸 양보하다보니 부부싸움도 제대로 못해봤죠",여원, 1991.6
- 정원식 신임총리부인 임학영여사-결혼생활,자녀교육,재산몽땅 공개합니다, 주부생활, 1991.6
- 인물연구-정원식 국무총리서리,월간중앙, 1991.7
- '우리당 대선전략' 3당 선대위장에 듣는다-민자정원식'개혁.안정'공명선거로 심판,중앙, 1992.10.19
- 3 당 선대위장에 듣는다-민자 정원식'국민불안 씻으려수락',한국, 1992.10.20
- '대선표밭 이렇게 뛴다'-민자 정원식위원장 일문일답'공명선거 통해'안정'심판받겠다',조선, 1992.10.20
- 자리(대선선대위원장)-후보약점 메워주는'얼굴마담'당서열 2 인자가 맡는 것이 관례,중앙, 1992.11.6
- 정원식 정권인수위장 인터뷰-'행정 공백없도록 최선'국정일관성 유지 기틀 마련,중앙, 1992.12.30
- 조선인터뷰-김영삼정부'기초공사'정원식 인수위원장'비서실 할일많아...주내구성돼야',조선, 1993.2.9
- 7월초 미일정상과 김차기대통령 회담 정인수위장 일지회견,한국, 1993.2.18
- 취임직후'반부패선언'건의 부정방지특별법 제정도 정원식위원장,인수위 결산 회견,중앙, 1993.2.23
- 방송가주변-방송위원 9 명중 3 명이 사표제출,사퇴압력에'임기 채우겠다'맞서, 주간조선, 1993.4.29

## 가족 관계
- 배우자 : 임학영(林鶴暎, 1929년 9월 20일 ~ )
  - 4녀 (정신애, 은혜, 수영, 현주)

## 같이 보기
| - 문교부 - 전교조 - 제6공화국 - 경성제국대학 - 노재봉 - 현승종 - 강영훈 - 김영삼 - 노태우 - 장면 - 이한동 - 이회창 - 김구 | - 제2공화국 - 서울대학교 - 방송통신위원회 - 오천석 - 교총 - 김성수 - 허정 - 전두환 - 강경대 - 오종렬 - 안호상 - 이철승 - 이승만 | - 심리학 - 상담학 - 페스탈로치 |

## 역대 선거 결과
| 실시년도 | 선거      | 대수 | 직책 | 선거구     | 정당       | 득표수      | 득표율          | 순위 | 당락 | 비고     |
| -------- | --------- | ---- | ---- | ---------- | ---------- | ----------- | --------------- | ---- | ---- | -------- |
| 1995년   | 지방 선거 | 31대 | 시장 | 서울특별시 | 민주자유당 | 1,001,446표 | \| \| 20.67% \| | 3위  | 낙선 | 민선 1기 |
|          | 20.67%    |      |      |            |            |             |                 |      |      |          |

## 참고 문헌
- 6월 3일의 세계 역사[깨진 링크(과거 내용 찾기)]
- 보관됨 2010-12-12 - 웨이백 머신
- 鄭총리 학생들에 집단폭행당해-연합뉴스:종합
- 鄭총리 학생들에 집단폭행당해-연합뉴스
- 鄭총리서리 外大서 집단폭행당해-연합뉴스

| 전임 노재봉 | 국무총리 서리 1991년 5월 24일~1991년 7월 7일 | 후임 정원식 |

| 전임 정원식 (서리) | 제23대 국무총리 1991년 7월 8일~1992년 10월 7일 | 후임 현승종 |

| 전임 김영식 | 제30대 문교부 장관 1988년 12월 5일~1990년 12월 26일 | 후임 윤형섭 |

| 전임 이춘구(대통령취임준비위원회 위원장) | 제14대 대통령직인수위원회 위원장 1992년 12월 24일~1993년 2월 24일 | 후임 이종찬 |

| 전임 강영훈 | 제12대 대한적십자사 총재 1997년 8월~2000년 7월 | 후임 장충식 |